# Volley Luzern (femminile)
Il Volley Luzern è una società di pallavolo femminile svizzera, con sede a Lucerna: milita nel campionato svizzero cadetto, la Lega Nazionale B.

## Storia
Il Volley Top Luzern viene fondato nel 2015, quando le prime squadre del Fussball-Club Luzern, club di pallavolo femminile di Lega Nazionale A, e della neopromossa in Lega Nazionale A Volleyball Club Luzern, club di pallavolo maschile, si fondono, creando un unico club; mentre le altre formazioni dei due club e le squadre giovanili continuano invece a giocare sotto i nomi FC Lucerna e VBC Lucerna.
Dopo il settimo posto nel campionato 2015-16, nel campionato seguente il club si classifica al decimo e ultimo posto, retrocedendo in Lega Nazionale B. Nel 2017 cambia denominazione in Volley Luzern.

## Denominazioni precedenti
- 2015-2017: Volley Top Luzern